# バスター (バンド)
バスター (Buster) は、1972年にリヴァプール近郊のウィーラルで結成されたイングランドのバンド。
全英シングルチャートには「すてきなサンデー (Sunday)」1曲しか送り込まなかったが、1970年代後半の日本ではベイ・シティ・ローラーズと並ぶ人気を博し、いわゆるビッグ・イン・ジャパンの代表的バンドのひとつとされている。多くのヒット曲（シングル、アルバム）を出し、1977年来日時には、人気テレビ出演のほか、武道館を含む日本ツアーを成功させた。バスターの楽曲は、2022年現在、主要な音楽配信サイトにて提供されている。

## 歴史

### 結成からイギリスでのデビュー：1972年–1976年
バスターは、1972年3月にリヴァプール近郊のウィーラルでで結成された。オリジナル・メンバーは、ピート・レイ（リードギター）、ケビン・ロバーツ（ベース）、レス・ブライアンズ（ドラムス）で、1年後にロブ・フェナー（リズムギター）が加わった。彼らは当初、「ザ・ニュー・アトラクション (The New Attraction)」という名で活動し、ウェールズ北部のキャバレーなどを回って演奏し始めた。
1974年1月には、限定盤で7インチEPをリリースした。彼らは学業を離れると、直ちにRCAと契約し、バンドの名を「バスター」と改めた。このため、バスターの結成は1974年とされることもある。
1976年5月14日に発表されたバスターのデビュー・シングル「すてきなサンデー (Sunday)」は、全英シングルチャートで最高49位まで上昇した。これはバスターにとって、唯一の全英シングルチャート入りした楽曲となった。8月、イギリスでの２枚目のシングル「ビューティフル・チャイルド」を発売、イギリスTVの全国ネット番組”Superpop '76”に出演し、イギリス国内でツアーを行なった。

### 日本、ドイツ等での成功：1977年
1977年1月、イギリスでシングル「恋はOK!」を、2月にはデビュー・アルバム発売、イギリス国内12都市をツアーした。RCAの日本における事業であったRVC（後のBMG）は、「すてきなサンデー」の日本でのプロモーションを開始し、3月25日に発売した。このシングルは、洋楽チャートでは1位をとり、総合チャートでもトップ15位入り、12週チャートインの大ヒットとなり、1ヶ月後に発売したアルバムも総合チャートで22位、9週連続チャートインした。その年、シングル4曲が日本でリリースされ、いずれも洋楽トップ20入りのヒットとなった。当時人気のラジオチャート番組「オールジャパン・ポップ20」では、「すてきなサンデー」は、7週連続1位を記録、シングルすべてが3位〜5位を獲得、いずれも数ヶ月にわたってトップ10に入るなど（しばしば複数曲がチャートイン）、立て続けにヒットを飛ばした(その他資料)。3枚目のシングル「夢みるダンス」では同曲をフィーチャーして、森永チョコフレークのCMにも登場した。ファンクラブの発足、10月には文化放送(全国ネット)でラジオ番組「夢見るバスター」が始まり、雑誌でも毎月特集が組まれるなど急速に人気が高まった。当時、洋楽アイドルが日本で相次いでデビューするなか、バスターもアイドルバンドして売り出されその人気も高かった一方、ロック志向が強くバンドの演奏力が高いと評判を呼んだ。来日時のライブ演奏やテレビ出演時の生演奏は、それを裏付けるもので、大森庸雄氏や八木誠氏といった音楽評論家をうならせ、音楽ファンやギター少年少女を魅了した。
1977年ドイツでは、「すてきなサンデー」「恋はOK!」が続けてヒット、音楽雑誌の表紙を飾る人気ものになった。4月、8月から9月にかけて、11月と3回、大きなツアー公演を行ない、ドイツのTV番組「German TV-Show "Disco" 」などテレビ出演も果たした。
バスターは、クリスマスの時期、日本、フィリピン、オーストラリアをツアーした。日本では、来日時の様子がNHK「ニュースセンター9時」のトップニュースになったり、NHK「レッツゴーヤング」やTBS「ぎんざNOW!」への出演などテレビに大きく取り上げられ、12月25日の武道館における1日2回の公演を含む日本ツアーを成功させた。日本でのレコード売上により、ゴールドディスクも獲得した。
次の訪問地マニラでは8,000人を集める大コンサートを行った。オーストラリアでは、1977年12月31日から1978年1月末まで開催された最初のシドニー・フェスティバル（当時の名称は Festival of Sydney）の一部として、シドニー・オペラハウスで演奏した。

### 日本公演（来日中の記録）：1977年12月
1977年12月11日から26日までの約２週間、バスターは日本に滞在した。テレビ番組に多数出演し、12月16日から25日まで日本公演を行った。
- 12月11日　来日。警察の指示で混乱を避けるため裏口から出される。NHK『ニュースセンター9時』録画撮り（13日放映）[16]。
- 12月12日　テレビ朝日「出没!!おもしろMAP」録画撮り（18日放送）。夜中文化放送「セイ!ヤング」に出演[16]。
- 12月13日　NHK「レッツゴーヤング」録画撮り(18日放映)。ノリノリのロックンロールで出演者、スタッフを感激させた[16]。
- 12月14日　13時から赤坂プリンスホテル記者会見。TBS「たまりまセブン大放送!」録画撮り（28日放映）[16]。
- 12月15日　TBS「ぎんざNOW!」出演。午後は、全国民間放送34社で選出される「全国ラジオ音楽賞ポピュラー部門」の表彰式に参加し、最優秀新人グループ賞を受けた[16]。
- 12月16日　郡山市民会館
- 12月17日　大阪府立体育館
- 12月18日　倉敷市民会館
- 12月19日　京都会館第一ホール
- 12月21日　九電記念体育館
- 12月22日　広島郵便貯金ホール
- 12月23日　名古屋市公会堂
- 12月25日　武道館大ホール2回公演
- 12月26日　離日。

### イギリスへの帰国とオルタナティブ・ラジオ：1978年–1982年
1978年1月、バンドはイギリスに帰国した。彼らがこの時点で、海外でヒット曲5曲、ベストセラーとなったアルバム3枚を出しており、期待は高かったが、ティーンエイジ色が強かったバスターのイメージは、時流に合わないものになっており、1979年にはRCAとの契約も解消された。
新しく交代したマネージャーは、バンドの名を「ザ・ジャックス (The Jax)」と変えることを提案した。1980年には小さなインディ・レーベルのクレオール・レコードから、この名義で、デイヴ・クラーク・ファイヴがオリジナルの「ビッツ&ピーセズ (Bits and Pieces)」をカバーしたシングルを1枚出した。しかし、このシングルはまったく反響を呼ばず、バンドはこのマネージャーと離れ、再編成されることになった。
ロブ・フェナーは、弟アラン (Alan) と一緒に曲作りを始め、地元の海賊放送だったマージーサイド・オルタナティブ・ラジオ (Merseyland Alternative Radio, MAR) で、自分たちのデモテープを流してもらった。また兄弟2人はデュオを組み、地元のパブやナイトクラブで、ロブ・アンド・アラン・フェナー (Rob and Alan Fennah) として演奏した。ピート・レイは、スタジオでの録音に集中するため、バンドを離れた。
1981年には、バスターのオリジナル・メンバーのうちフェナー、ブライアンズ、ロバーツの3人がオルタナティブ・ラジオ (Alternative Radio) 名義で活動した。このバンドは、1982年にリヴァプールの「バトル・オブ・ザ・バンズ (Battle of the Bands)」に参加して優勝した。しかし、一年ほどの間にメンバー構成は変わり、バスターのオリジナル・メンバーはフェナーとロバーツの2人しか残らない状況となり、1982年10月にバスターは正式に解散した。オルタナティブ・ラジオ (Alternative Radio) は1984年、フェナー兄弟（ロブとアラン）で再出発することになった（主要音楽配信サイトにて提供中／Alternative Radio-YouTube）。

### 後年：2008年以降
バンドの足跡が、インターネット上に現れるようになり、彼らに対する関心が再び生まれ、かつての音源の再発を求める声が上がった。きっかけは、日本人ファンがMySpaceにかつてのバスターの音源を見つけたことだったという。彼らはかつての音源への権利を買い戻し、バスターの音源が2008年にはCD版として再び日本市場に供給されることになった。彼らはまた、初期の音源などをウェブ上で公開するようになり、2014年、４人が集まり断続的にレコーディングされた新作10曲を含むアルバムをCD版として発売した。なお、2021年11月、初期のアルバムCD版は、主要な音楽配信サイトで提供が開始され、2014年発売の新規録音分を含むほぼすべての楽曲はデジタルダウンロード等で聞くことができる。
フェナー、レイ、ロバーツの3人は、2008年にリヴァプール博物館（Liverpool Museum：後のリヴァプール世界博物館）で開催された展覧会「The Beat Goes On, an exhibition of Liverpool popular music and culture」の開幕式典に招かれた。この展覧会では、「グローバル・インパクト (Global Impact)」のコーナーでバスターが取り上げられ、バンドの日本における成功が紹介された。2014年には、東京の英国大使館がビートルズ以来、日本で成功した上位30の英国バンドのリストを公開、バスターもその一つだった。
ピート・レイは、2013年12月26日に、ウィーラルの自宅で死去した／Tribute to Pete Leay-YouTube。
ドラマーのレス・ブライアンズことレス・スミス (Les Smith) は、2016年に死去した／Tribute to Les 'Brians' Smith-YouTube。
ロブ・フェナーは、音楽活動（バンドおよびソロ活動、舞台や映像音楽、Fennah Rob-YouTubeギター講座など多岐にわたる）のほか、ライターや舞台製作（「Twopence Across The Mersey」、「By The Waters Of Liverpool」、日本でも話題になった「Lennon's Banjo」、「Julia's Banjo」など）と、幅広い分野で活躍を続けている。2021年11月にはソロアルバムを発売した。

## メンバー
- ロブ・フェナー（フェンナ） (Rob Fennah) - vocals, rhythm guitar ／ロブ・フェナー公式サイト
- ピート・レイ（リー） (Pete Leay) - lead guitar, vocals
- ケビン・ロバーツ (Kevin Roberts) - bass, vocals
- レス・ブライアンズ (Les Brians) - drums, vocals

## ディスコグラフィ

### アルバム
| 発売日         | レーベル                    | 規格             | 規格品番     | アルバム                                                            | 備考 |
| -------------- | --------------------------- | ---------------- | ------------ | ------------------------------------------------------------------- | --- |
| 1977年4月25日  | RCAレコード                 | LP               | RVP-6177     | すてきなサンデー                                                    | |
| 2008年4月9日   | Airmail Recordings          | CD（紙ジャケ）   | 0413RK8211   | すてきなサンデー                                                    | 2008年24ビット・リマスター盤、ボーナストラック4曲入                                                      |
| 2021年11月26日 | Sony Music Entertainment UK | digital download |              | すてきなサンデー                                                    | 主要音楽配信サイトにて、ボーナストラック4曲入                                                            |
| 1977年9月1日   | RCAレコード                 | LP               | RVP-6255     | 夢みるバスター                                                      | トラックリスト                                                                                           |
| 2008年4月9日   | Airmail Recordings          | CD（紙ジャケ）   | 0413RK8212   | 夢みるバスター                                                      | 2008年24ビット・リマスター盤、ボーナストラック4曲入                                                      |
| 2021年11月26日 | Sony Music Entertainment UK | digital download |              | 夢みるバスター                                                      | 主要音楽配信サイトにて、ボーナストラック4曲入                                                            |
| 1977年12月10日 | RCAレコード                 | LP               | RVP-6250     | 青春に拍手 Buster Live                                              | |
| 2008年4月9日   | Airmail Recordings          | CD（紙ジャケ）   | 0413RK8213   | 青春に拍手 Buster Live                                              | 2008年24ビット・リマスター盤、ボーナストラック3曲入                                                      |
| 2021年11月26日 | Sony Music Entertainment UK | digital download |              | 青春に拍手 Buster Live                                              | 主要音楽配信サイトにて、ボーナストラック3曲入                                                            |
| 1979年12月20日 | RCAレコード                 | LP               | RVP-6341     | 青春の日記帳 バスター・ベスト・コレクション／Diary: Best Collection | |
| 2014年1月25日  | Airmail Recordings          | CD（紙ジャケ）   | AIRAC-1720/1 | バスターの軌跡 ベスト&ニュー／Buster Best & New                     | 2014年24ビット・リマスター盤 ※新規収録された楽曲あり                                                     |
| 2017年9月19日  | Pulse Records               | digital download |              | Here and Now                                                        | 主要音楽配信サイトにて、「バスターの軌跡 ベスト&ニュー」で新規収録された楽曲10曲からなる（曲順は異なる） |

### シングル
| 発売日         | 規格品番 | 面 | タイトル                                                                    |
| -------------- | -------- | -- | --------------------------------------------------------------------------- |
| 1977年3月25日  | SS-3070  | A  | すてきなサンデー／Sunday (Scott-Wolfe)                                      |
| 1977年3月25日  | SS-3070  | B  | デイブレイク／Daybreak (Fennah-Leay)                                        |
| 1977年5月25日  | SS-3081  | A  | 恋はOK!／Love Rules OK (Scott-Wolfe)                                        |
| 1977年5月25日  | SS-3081  | B  | フー・トールド・ユー／Who Told You (Scott-Wolfe)                            |
| 1977年8月1日   | SS-3097  | A  | 夢みるダンス／Dance with Me (Fennah-Leay)                                   |
| 1977年8月1日   | SS-3097  | B  | ソルト・レイク・シティ・シルバーガン／Salt Lake City - Silver Gun (R.Scott) |
| 1977年11月25日 | SS-3117  | A  | ビューティフル・チャイルド／Beautiful Child (Scott-Wolfe)                   |
| 1977年11月25日 | SS-3117  | B  | 恋のハプニング／But If It Happens (Leay)                                    |
| 1978年12月5日  | SS-3178  | A  | シー・エイント・マイベイビー／She Ain't My Baby (Scott-Wolfe)               |
| 1978年12月5日  | SS-3178  | B  | 涙の秘密／Certain Kind of Feeling (Fennah)                                  |